# Святость
Свя́тость (праслав. svętъ, svętъjь) — одно из наиболее фундаментальных понятий авраамических религий, а также буддизма и индуизма. Святое — являющееся Богом или Божественным, происходящее от Него, отмеченное Его присутствием или действием Божественной Благодати, посвящённое Ему в служение и отделённое от всего сотворённого и мирского. Понятие «святость» используется также в других религиях, в частности, для выражения высокой степени духовного совершенства аскетов и монахов.

## Святостьисвятоев христианстве
Корни понятия «святость» в христианстве уходят в ветхозаветную религию. Так, известный библейский стих Ветхого Завета «Освящайте себя и будьте святы, потому что Я, Господь Бог ваш, свят» (Лев. 20:7) прямо цитируется в 1-м Соборном Послании Апостола Петра: «Будьте святы, потому что Я свят» (1Пет. 1:16).
В христианском употреблении можно выделить несколько частично перекрывающихся значений понятий «святость» и «святое».
- Святость как атрибут Бога звучит в терминах Святая Троица, в молитве Трисвятое «Святый Боже …», многократно встречается в Библии, например: «и покажу Моё Величие и Святость Мою» (Иез. 38:23), «… Свят, Свят, Свят, Господь Вседержитель…» (Откр. 4:8). Именование Бога Святым подчёркивает Его единственность и непознаваемость, а также Его отдельное от сотворённого Им мира Бытие.
- Исходящее от Бога, посланное или данное Им, как то: Святой Дух (одно из лиц Святой Троицы), святой ангел-хранитель, — также в Библии: «… Рождаемое Святое назовётся Сыном Божиим» (Лк. 1:35), «… закон свят, и заповедь свята, и праведна, и добра» (Рим. 7:12).
- Святой называют саму христианскую церковь (Святая церковь), так и некоторые Её управляющие структуры (Святейший Синод, Святой Престол).
- Святыми часто называют наиболее важные таинства (Святое Причастие, Святое Крещение, Святое Венчание) и также двунадесятые праздники, например: Святая Пасха, Святое Воскресение.
- Святые места отмечены присутствием Бога: Святая гора Синай, Святая Земля (Палестина, точнее, согласно Библии — Израиль), Святые места (христианские памятники и реликвии Палестины), Святая Святых (внутренняя часть храма Соломона), святой храм. «Святым городом» называется в Библии Иерусалим. Святая Русь — Русь, мыслимая как богоизбранная страна с особым духовным предназначением.
- Святой человек отличается духовным совершенством (выражаемым наиболее полно в смирении) и близостью к Богу (святые апостолы, святые угодники, Святые Отцы). Святые канонизируются православной либо католической церковью (у протестантов подобное отсутствует). Святость человека подразумевает возможность спасения: «плод ваш есть святость, а конец — жизнь вечная» (Рим. 6:22), «Если начаток свят, то и целое; и если корень свят, то и ветви» (Рим. 11:16). В Ветхом Завете святыми называются назореи: «… во все дни назорейства своего свят он Господу» (Чис. 6:8).
- Святые предметы обладают уникальными благодатными свойствами: Святой Крест, святые мощи, святая вода, святые иконы. Предмет может приобрести свойство святости в результате освящения. Святой предмет может называться также «святы́ней».

## Богословиесвятости
В православном христианстве святость — это онтологическая характеристика, подразумевающая внутреннее преображение, восстановление первозданной нетленной природы, для людей также восстановление Образа Божия, обожение. Понятие святости связано с учением о спасении. Падший мир будет спасён и преображён в результате Второго пришествия Иисуса Христа, однако отдельные предметы и люди могут при помощи Божественной Благодати, понимаемой как нетварная энергия Бога, приобретать аспект преображённой, прославленной материальности будущего века уже в настоящую эпоху. «Святость есть чистота сердечная, стяжание благодати». Атрибут святое применительно к предметам частично перекрывается со священное, однако последнее выражает в большей степени функциональность предметов и их религиозное назначение, в то время как понятие святое подчёркивает их особые внутренние свойства.
В западно-христианской традиции акцент ставится не на онтологическом, а на нравственном характере святости. Для католического богословия характерно понимание святости человека как морального совершенства, которое проявляется в героических добродетелях. Наличие таких добродетелей требуется для канонизации, то есть церковного прославления христианина как святого. Католическое богословие подчёркивает важность совместного действия благодати и личных усилий человека для достижения святости. Святость предметов понимается как их посвящённость Богу, в связи с чем для предметов исчезает грань между понятиями святое и священное.
Понимание святости в протестантизме в целом соответствует употреблению этого термина в Новом Завете. Святость относится в основном к людям и понимается как нравственная цель общего характера. Человек стремится подражать нравственному совершенству Бога согласно евангельскому «… будьте совершенны, как совершен Отец ваш Небесный» (Мф. 5:48).

## Библейские корни понятиясвятость
Современный смысл понятия был в значительной мере предопределён его использованием при переводах Библии на славянские языки. В Ветхом Завете святое переводит древнееврейское кадош (קדוש‎ [qadoš]), которое обозначало отделение сферы Божественного от этого мира. В Новом Завете термин святое соответствует трём древнегреческим прилагательным:
- ἅγιος [агиос], которое обозначает святость самого Бога, а также «предназначенный Богу, очищенный для этого»;
- ἱερός [иерос], которое означает «священный, принадлежащий Богу» и связано с понятиями «храм» (ἱερόν) и «священник» (ιερέας);
- οςιος [осиос], которое применяется как нравственная характеристика людей, означает «морально чистый, преданный» и переводится также как «благочестивый»[4].

В русском языке слово святость происходит от слова свет — символ освящающей всё Благодати Божией.

## В буддизме
В буддизме понятию «святой» соответствует «архат» (c санскр., пали букв. — «достойный», «святой»). Личность архата описывается как личность человека, преодолевшего личностные привязанности и предпочтения, дружественно настроенного ко всем живым существам, прозревающего Высшую истину — Дхарму.